# Sparks (Hilary Duff)
Sparks è un brano musicale della cantante americana Hilary Duff, terzo singolo ufficiale estratto dall'album Breathe In. Breathe Out. nel 2015.

## Descrizione
"Sparks" è una canzone dance-pop e secondo la rivista Time anche dance-pop svedese. Scrivendo per Entertainment Weekly, Madison Vain ha confrontato la canzone con il lavoro della cantante americana Britney Spears, in particolare il suo singolo del 2004 "Toxic", che è stato co-prodotto da Bloodshy. Carolyn Menyes of Music Times ha paragonato la canzone allo stile musicale della cantante australiana Kylie Minogue.
Le sue voci "leggere" e "dal suono dolce" sono circondate da "alti trilli", che Vanessa Golembewski di Refinery29 ha descritto come "abbastanza dolce da volerlo ascoltare, ma non così zuccherino da farti sentire come se avessi rubato il CD del canale Disney della tua sorellina". Madeline Boardman di Us Weekly ha notato che il "testo vaporoso" della canzone è un "cambio di tono" per la Duff.

## Video musicale
Il 14 maggio 2015, la Duff ha pubblicato un video per il singolo che presentava la canzone e la coreografia ballata sulla canzone e allo stesso tempo raccontava le sue esperienze in primi appuntamenti, in uno stile di documentario insolito per i video musicali. Il 28 maggio, in seguito alle insistenti richieste dei fan, è stata rilasciata una "fan-demanded version" del video diretto da Hannah Lux Davis in cui sono state tagliate le porzioni di dialogo sugli appuntamenti.
Nel video porta un nuovo stile e tagli di capelli dal colore blu elettrico, per poi passare al verde, che in un'intervista al The Ellen DeGeneres Show, racconta essere stata una scelta fatta con il figlio di 3 anni Luca, guardando l'oceano in Messico.

## Tracce
Download digitale
1. Sparks – 3:05 (Christian Karlsson, Peter Thomas, Tove Nilsson, Sam Shrieve)

Download digitale – Remixes
1. Sparks (Cutmore Radio Mix) – 3:12
2. Sparks (Golden Pony Remix) – 3:41

## Classifiche
| Classifica (2015)   | Posizione massima |
| ------------------- | ----------------- |
| Australia           | 104               |
| Canada              | 63                |
| Stati Uniti         | 93                |
| Stati Uniti (dance) | 6                 |